# 九条教家
九条 教家（くじょう のりいえ）は、鎌倉時代前期の公卿・書家。太政大臣・九条良経の次男。九条良輔の養子。官位は大納言。なお、家名に関しては養父の良輔が八条院の養子になった経緯から、九条家とは別の八条家という別の家の存在を指摘する説もある。

## 経歴
12歳で近衛中将となり、承元元年（1207年）11月29日には14歳で従三位に叙される。建暦元年（1211年）1月に中宮権大夫、建保2年（1214年）1月に中納言、同6年（1218年）1月に中宮大夫、12月に大納言に任じられる。また、書家としても優れ、弘誓院流を確立する。
嘉禄元年（1225年）9月3日に32歳で明恵を戒師として出家した。『公卿補任』によれば「菩提心」によるものとされているが、一説によれば養父・良輔の没後、九条家の実権を取り戻した教家の実兄・道家による追い落としの圧迫を受けたことに加え、良輔・教家親子の後見人的な存在であった慈円が危篤に陥り（9月26日死去）、将来を悲観したとする説もある（教家の出家により、道家の嫡男九条教実は上臈大納言となり、更に教家が任じられていた橘氏是定の地位を奪った）。なお、3日後には良輔・教家父子に仕えていた藤原光家（定家の子）もこれに倣って出家している。

## 系譜
- 父：九条良経（1169-1206）
- 母：一条能保の娘（1167-1200）
- 養父：九条良輔（1185-1218）